# ديفن بويس
ديفن بويس (بالإنجليزية: Devin Boyce)‏ هو لاعب كرة قدم أمريكي، ولد في 8 سبتمبر 1996 في سانت لويس في الولايات المتحدة. لعب مع New Mexico Lobos men's soccer ‏.